# (500647) 2012 VD9
(500647) 2012 VD9 es un asteroide perteneciente al cinturón de asteroides, región del sistema solar que se encuentra entre las órbitas de Marte y Júpiter, descubierto el 18 de octubre de 2012 por el equipo del Pan-STARRS desde el Observatorio de Haleakala, Hawái, Estados Unidos.

## Designación y nombre
Designado provisionalmente como 2012 VD9. 

## Características orbitales
2012 VD9 está situado a una distancia media del Sol de 3,165 ua, pudiendo alejarse hasta 3,602 ua y acercarse hasta 2,728 ua. Su excentricidad es 0,137 y la inclinación orbital 17,33 grados. Emplea 2057,46 días en completar una órbita alrededor del Sol.

## Características físicas
La magnitud absoluta de 2012 VD9 es 15,8. 